# Lijst van vlaggen van Saint Kitts en Nevis
Dit is een lijst van vlaggen van Saint Kitts en Nevis.

## Nationale vlag (perFIAV-codering)
|          | Civiele vlag | Staatsvlag | Oorlogsvlag |
| -------- | ------------ | ---------- | ----------- |
| Te land  | · ?          | · ?        | · ?         |
| Te water | · ?          | · ?        | · ?         |

## Vlaggen van deelgebieden
| Vlag | Periode | Functie                   | Beschrijving |
| ---- | ------- | ------------------------- | --- |
|      |         | Vlag van het eiland Nevis | Een geel doek met in het kanton de vlag van Saint Kitts en Nevis en in het uiteinde een blauw-groen-witte driehoek. |

## Vlaggen van de bestuurders
| Vlag | Periode | Functie                                                  | Beschrijving |
| ---- | ------- | -------------------------------------------------------- | --- |
|      |         | Vlag van de gouverneur-generaal van Saint Kitts en Nevis | Een waakzame leeuw met daarboven de kroon van St. Edward boven een gouden rol met de inscriptie 'COUNTRY ABOVE SELF' op een blauw veld. |